# Montedivalli
Montedivalli è una frazione del comune di Podenzana in provincia di Massa-Carrara.

## Geografia
Montedivalli è una frazione che si sviluppa sul crinale meridionale del monte Castellaro, al confine tra le province di Massa-Carrara e La Spezia. Affacciata in posizione panoramica sulla val di Vara, è formata dalle località di Boschetto, Casa Borsi, Chiesa, Croce, Fogana, Genicciola, Pagliadiccio, Prati, Serralta, Colombiera, Mura' e Vaggi.

## Storia
La frazione, costituita da più località, è abitata fin dalla più remota antichità, come dimostra la necropoli trovata nel XIX secolo in località Genicciola, alle pendici del monte Castellaro, con urne funerarie risalenti a 2500 anni fa.

## Monumenti e luoghi di interesse

### La pieve di Sant'Andrea

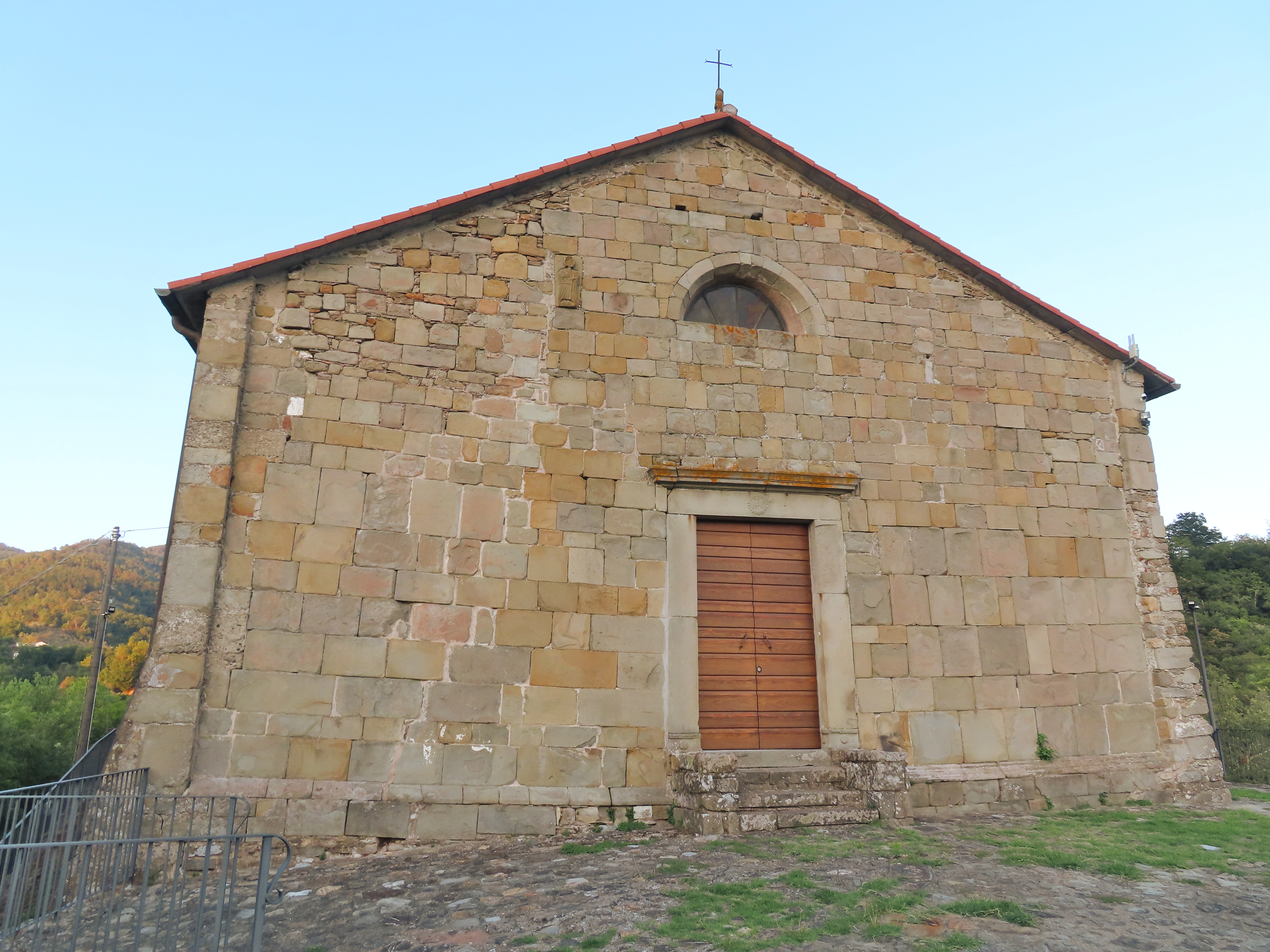
Pieve di Sant'Andrea

- La pieve di Sant'Andrea sorge non lontana dalla via Aurelia, direttrice viaria lungo la quale i pellegrini intraprendevano il pellegrinaggio verso Santiago di Compostela in Spagna. Ricordata per la prima volta nel 1148, l'edificio ha origini alto medievali e mantiene nonostante le ristrutturazioni il suo impianto tardo romanico. L'abside è decorata secondo temi ricorrenti anche in altre pievi della Lunigiana,con archetti pensili scolpiti a motivi naturalistici. La facciata è caratterizzata da un bassorilievo con una misteriosa figura coperta in una veste talare,con libro e lungo bordone, forse proprio San Giacomo da Compostela. L'interno è a tre navate,divise da colonne con capitelli figurati e corinzi ispirati al romanico padano.
- Chiesa di San Rocco, in località Chiesa.